# 阮苏有
阮苏有（1946年—，英文：Donald Ruan），美国企业家，在美国、台湾、香港、中国大陆多个企业任职。曾创办美国易货行业龙头Argent集团。

## 生平
1946年出生于江苏苏州，祖籍浙江奉化县。1948年随母自奉化溪口乘船赴台湾。中学毕业于台湾师大附中。1967年考入台湾淡江大学物理系，1970年毕业。1972年入台湾中国文化大学，毕业于地质系。1974年赴美国留学，入加利福尼亚州拉文(La Vern)大学学习法律。在美国创办安歆达集团，日后成为美国易货行业的代表企业。曾在美国多家高科技公司任职，曾任Proview唯冠科技、韩国KDS、Waffer华孚集团、MAG美格、CTX中强等企业的首席执行官和美国多家企业的亚洲市场代理。2001年，举家移居中国上海。

## 企业
1977年在美从事外貌和海运。1979年，首次将美国索尼产品推介到台湾。1986年，首次赴中国大陆投资，在深圳创办中国电磁公司，将3.5英寸软盘技术和生产体系首次引入中国大陆。1986年，在台湾销售量产磁盘。1989年，投资台湾塑料业的龙头企业华孚塑胶。1991年，协同唯冠科技将彩色电脑显示器生产技术首次引入中国大陆。1993年初，出掌唯冠科技美国公司CEO。1997年，将唯冠科技在香港上市，因此又投资居住香港。1994年，出任韩国KDS美国公司CEO。1996年，将韩国KDS在美国上市。1995年，将镁合金注塑成型技术首次引入台湾。1999年，将台湾中镁科技/华孚集团在台湾上市。2000年，成立美国安歆达公司。2002年，加盟Ryan Partnership，提供销售顾问服务，成为台湾宝成、精成集团，日本东芝，美国惠普、摩托罗拉、中国海尔等跨国企业的首席零售顾问。2002年，与美国GES通用环保科技公司合作研究污水处理技术。2007年，与以色列ArgoQuest合作在香港创立Dragon Ventures。2011，投资成立酒泉风光谷科技公司。

## 任职
- 美国安信达国际集团董事长
- 美国利蒙科技董事长[9]
- PRI总经理
- 上海中以（中国以色列）科技中心执行董事[10]
- 安信达环保科技（宁波）有限公司总经理[8]